# Ingenio de Montserrat
El Ingenio de Montserrat fue un ingenio azucarero y posteriormente cárcel en Almería, España. 

## Historia
Fue inaugurada con el auge de la industria azucarera, el 27 de febrero de 1885, proyectada por el ingeniero Bover Muntadas. Fue impulsada por la banca catalana y su filial Compañía Peninsular Azucarera. Su maquinaria, de unas 350 toneladas de peso, estaba impulsada por maquinaria a vapor, fabricada por la empresa de James Watt. La empresa promovió el cultivo de la caña azucarera en la zona a través de la financiación de nuevos pozos. Además, contaba con su propio apeadero en la extinta línea del Ferrocarril de Sierra Alhamilla. Su funcionamiento como fábrica de azúcar terminó en 1904. 
Durante la guerra civil española sus instalaciones fueron utilizadas como prisión de la República hasta que los sublevados se hicieron con el control de Almería a finales de marzo de 1939. Tras la guerra continuó como cárcel.
Se calcula que en total pasaron por las instalaciones unos 8 000 prisioneros de los cuales, unos 300 perdieron la vida.

## Descripción
Actualmente tan solo se conserva su puerta principal. 

## Como escenario de cine
Parte de las escenas de la película Navy Seals, comando especial (1990) utilizaron las ruinas del ingenio de Montserrat para representar la ciudad de Beirut.